# نوبویوکی اویشی (زاده ۱۹۷۴)
نوبویوکی اویشی (ژاپنی: 大石 信幸؛ زادهٔ ۲۳ مهٔ ۱۹۷۴) یک بازیکن فوتبال اهل ژاپن است.
از باشگاه‌هایی که در آن بازی کرده‌است می‌توان به باشگاه فوتبال یوکوهاما فلگلز اشاره کرد.